# Плоский узел
Пло́ский у́зел (англ. Carrick Bend) — морской соединяющий временный узел для переплетения между собой концов двух коротких швартовов в один длинный трос для удлинения. Плоский узел предназначен для связывания толстых и жёстких буксирных канатов. При завязывании узла ходовые концы тросов обычно прикрепляют к коренным схватками. В этом случае плоский узел мало утолщает место соединения тросов, сохраняет плоскую форму и не застревает на барабане кабестана, благодаря плоской форме. При незакреплённых ходовых концах под нагрузкой узел затягивается, его рисунок искажается, но надёжность узла остаётся высокой. Является почти совершенным узлом для соединения концов двух канатов, симметричен, не утягивается намертво и легко развязывать после натяжения, один из прочнейших узлов.
Чтобы временно соединить пару швартовых толстых и жёстких канатов, необходимо соблюсти несколько требований к узлу, который должен сохранить свою форму под сильным натяжением, легко развязываться после натяжения (потому что использование свайки для развязывания намокшего каната повреждает структуру волокон и может привести к последующему разрыву), может быть намочен солёной морской водой, высушен под солнцем, всё-ещё находясь под натяжением, снова намочен во время вытягивания на палубу корабля, а затем легко быть развязанным. Всем этим особым условиям соответствует плоский узел.
В англоязычных странах рекомендован санитарным службам для подвязывания раненых и сломанных рук (с надетыми шинами) к шее.
Также является одним из «любовных» узлов. Форму плоского узла, продольного кольцу, используют ювелиры при изготовлении кольца для помолвки, сделанного из одной серебряной проволоки, чтобы подчеркнуть, что кольцо — дешевле, и охотнее закладывают в ломбард, в сравнении с кольцом, сделанным из спаренных в одно колец из золотых проволок в форме поперечного кольцу узла «Жозефина».

## Способ завязывания
Существуют более двухсот способов завязывания узла.

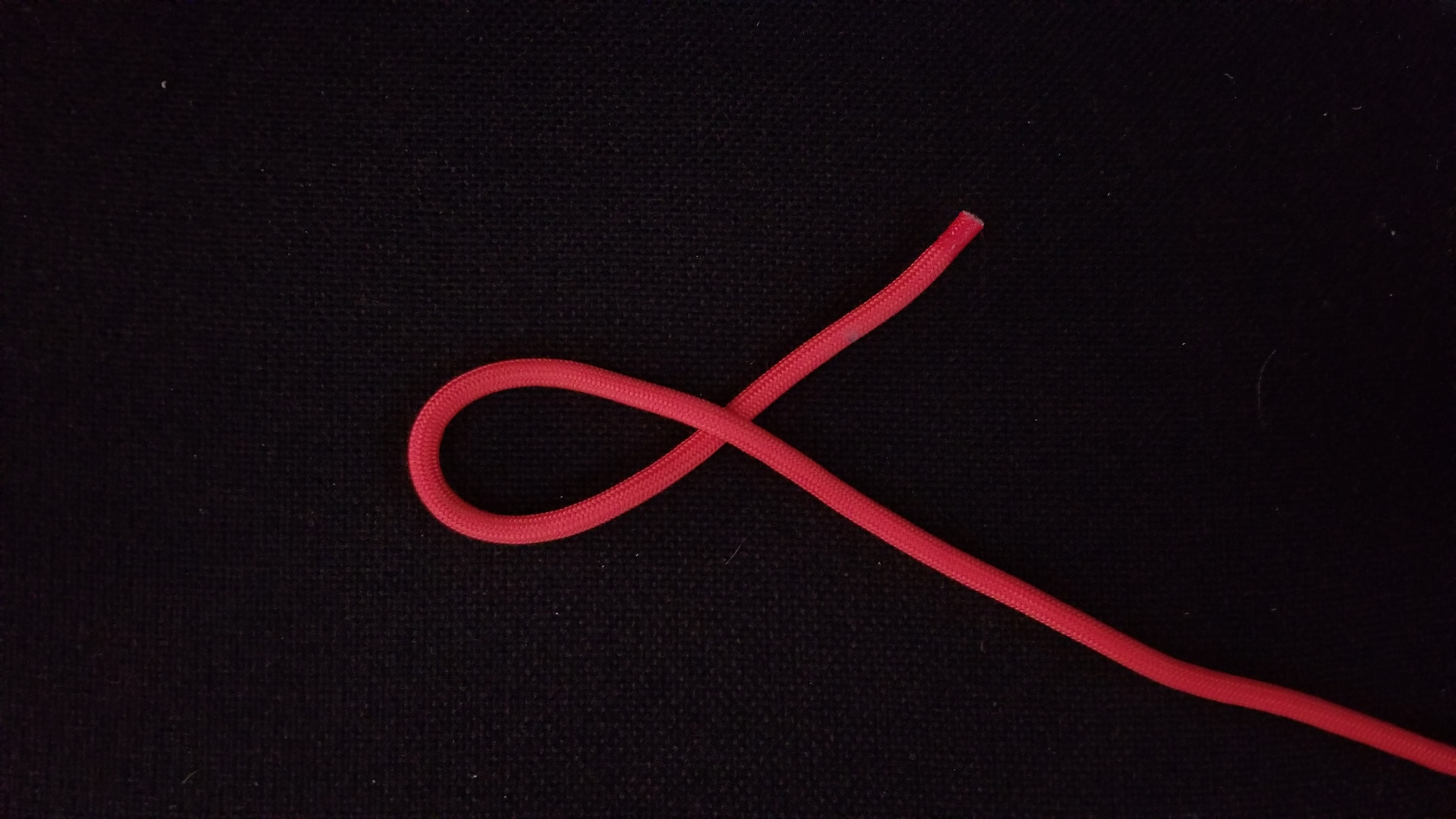
1. Сделать колышку.
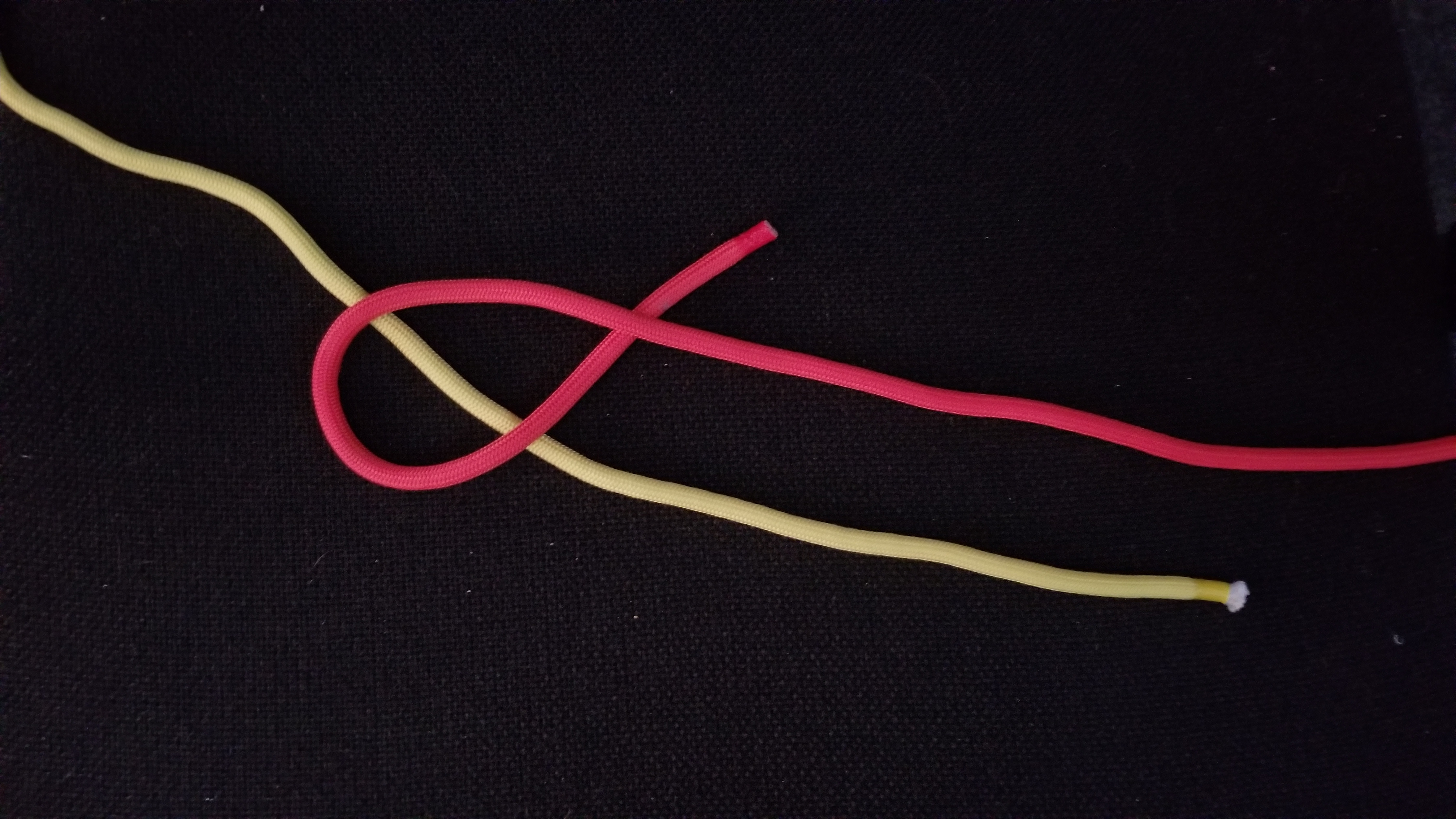
2. Ходовой конец другого троса проводят под колышкой.
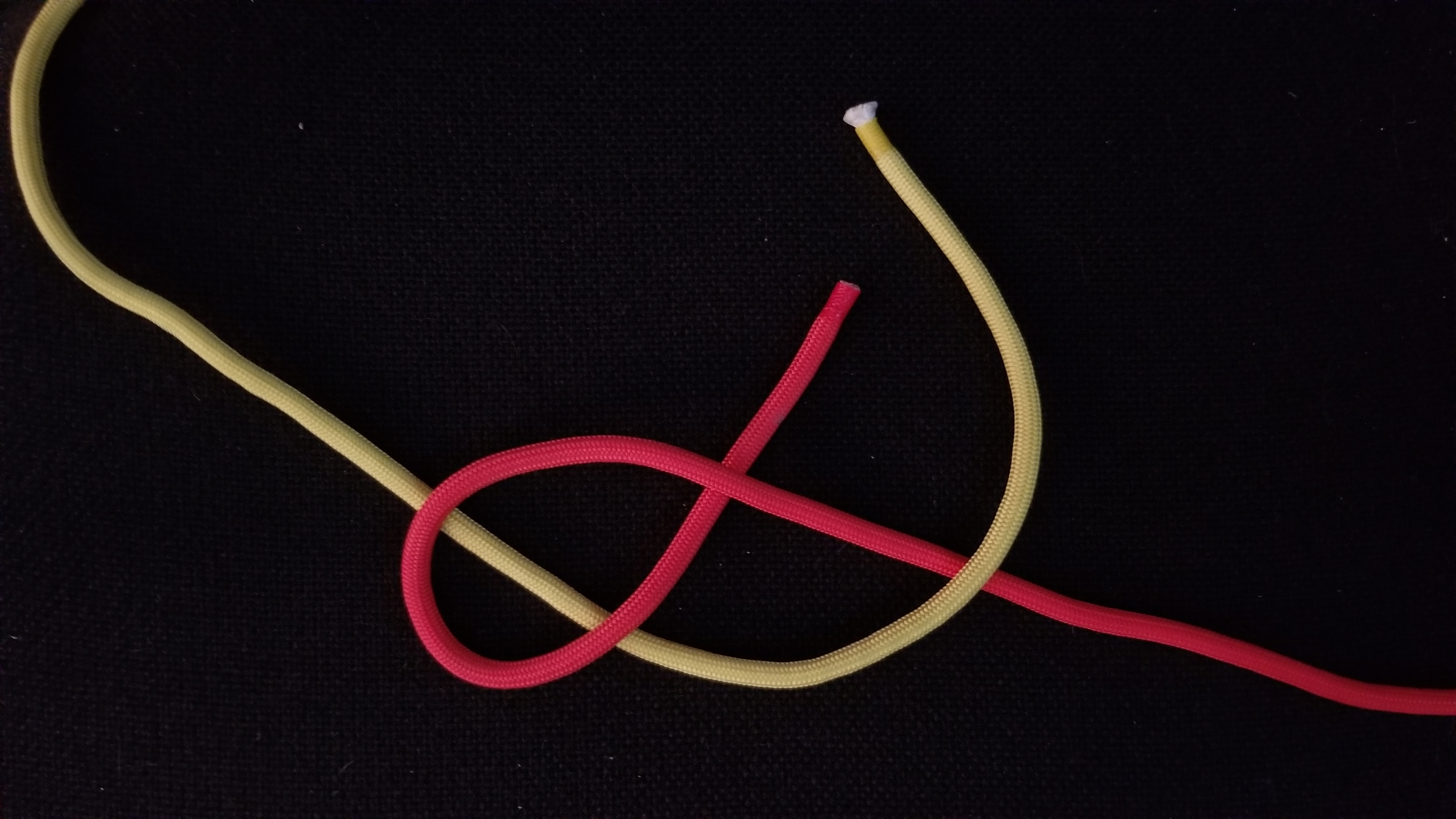
3. Ходовой конец одного троса последовательно проводят сверху-снизу ходового конца другого троса.
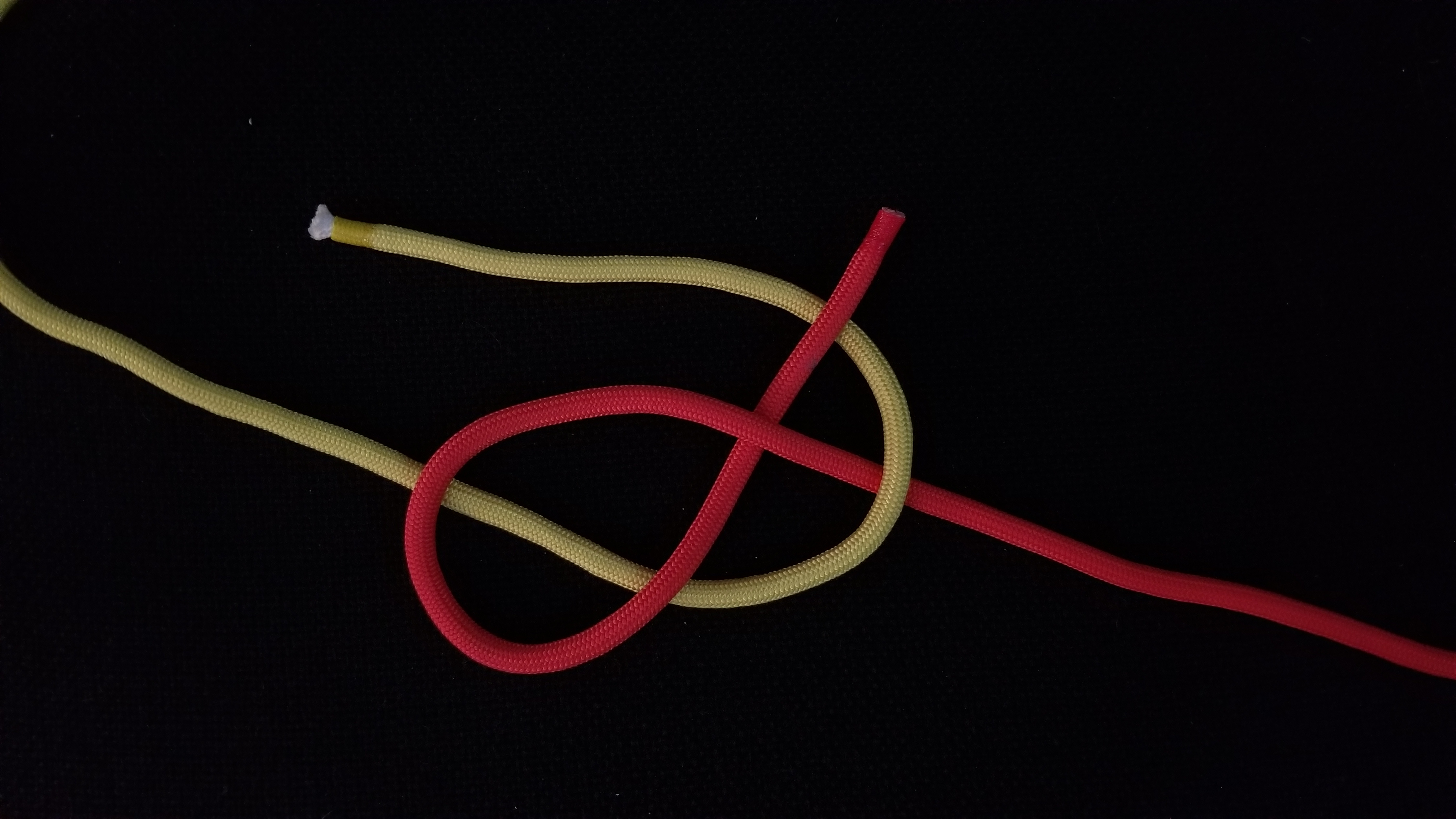
4. Снизу ходового конца.
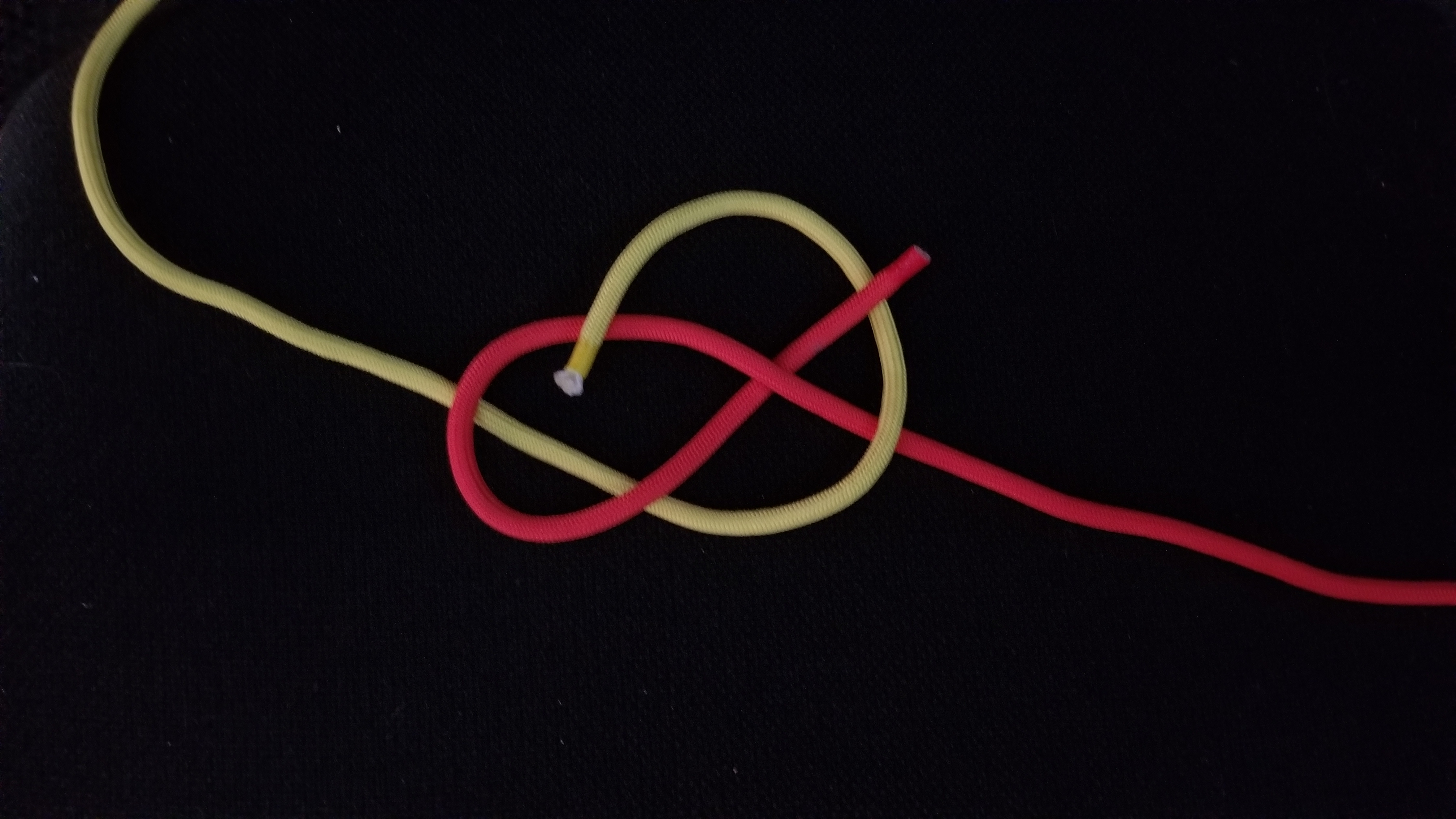
5. Сверху ходового конца.
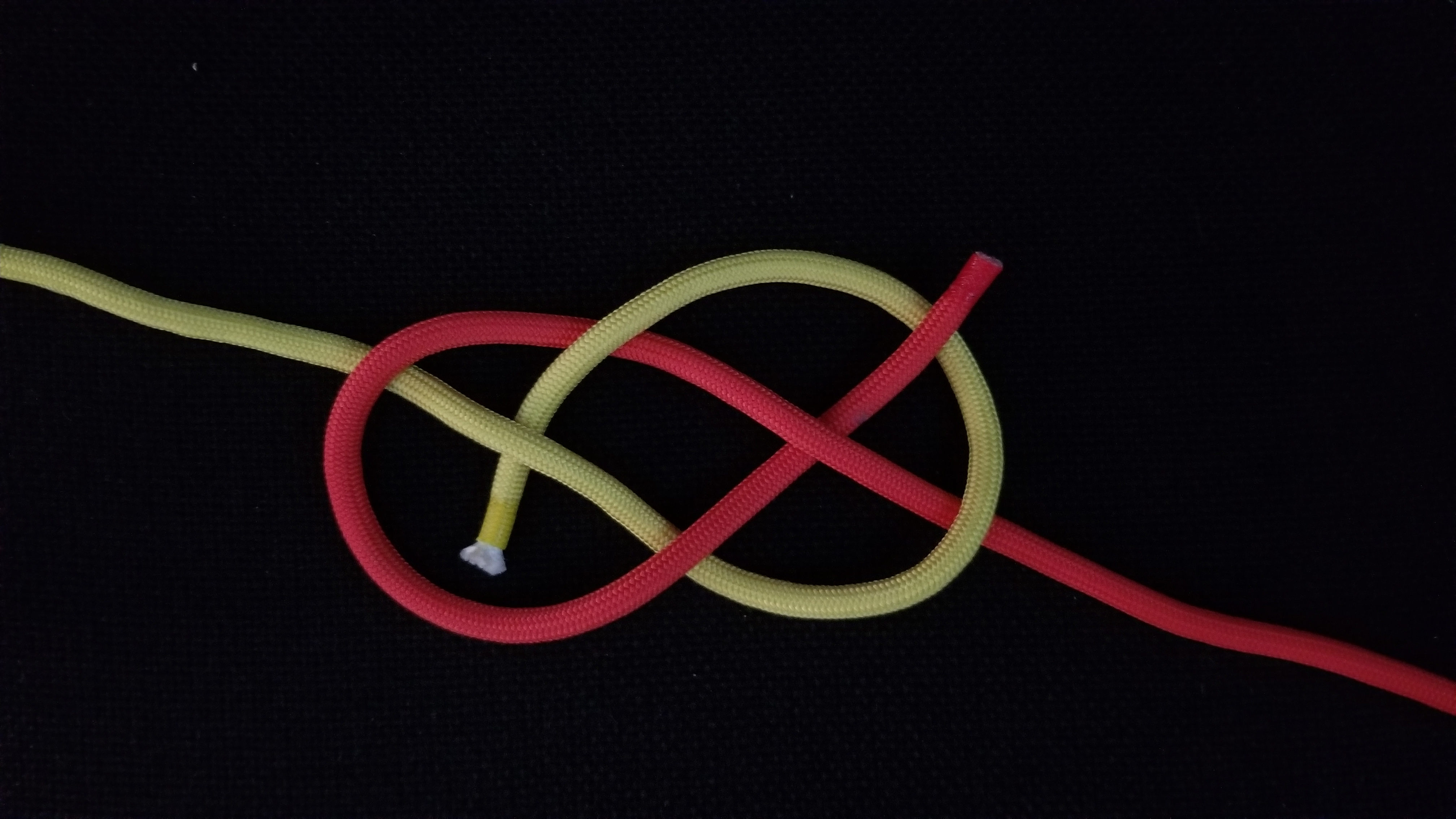
6. Снизу ходового конца.
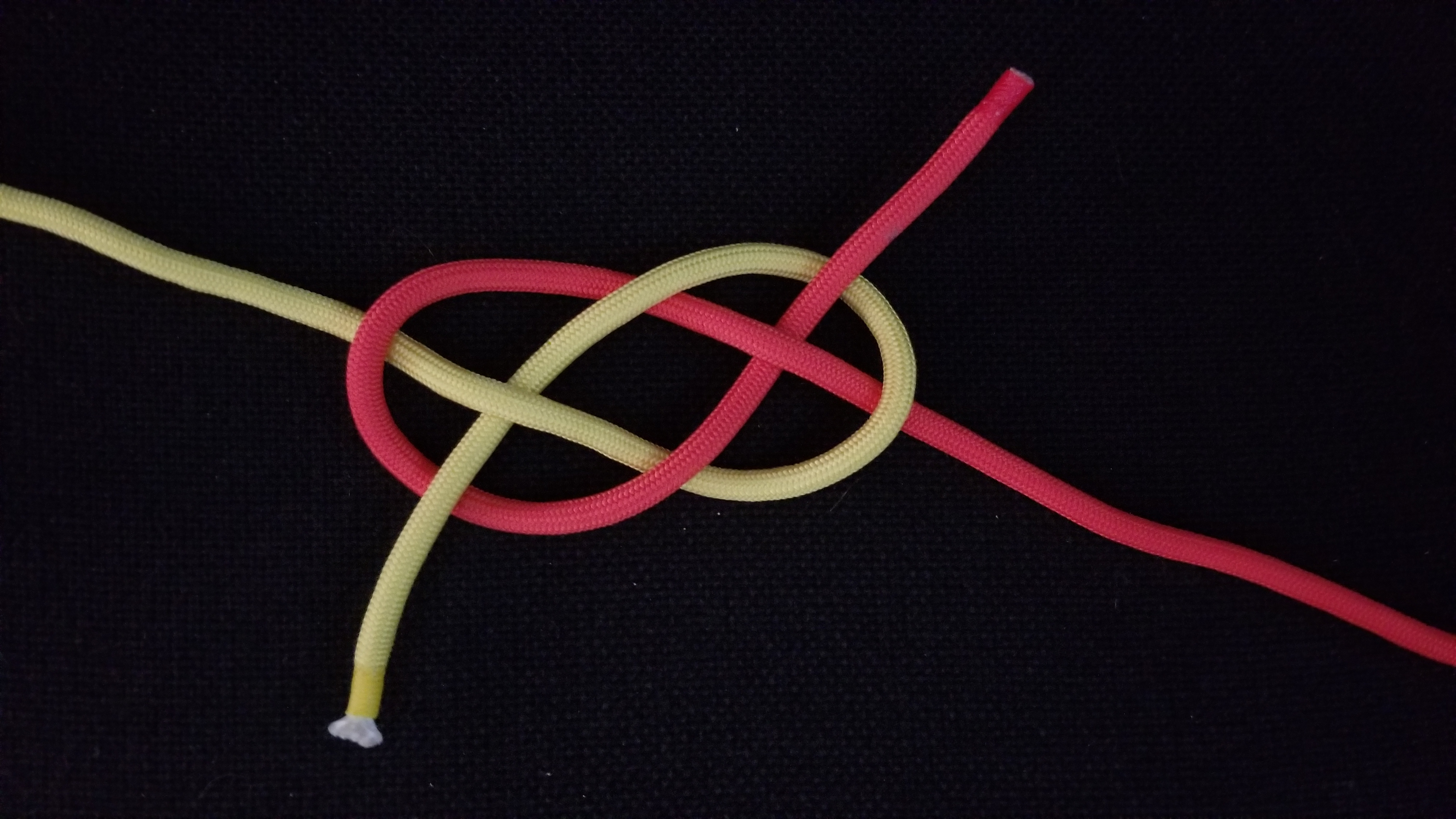
7. Сверху ходового конца.
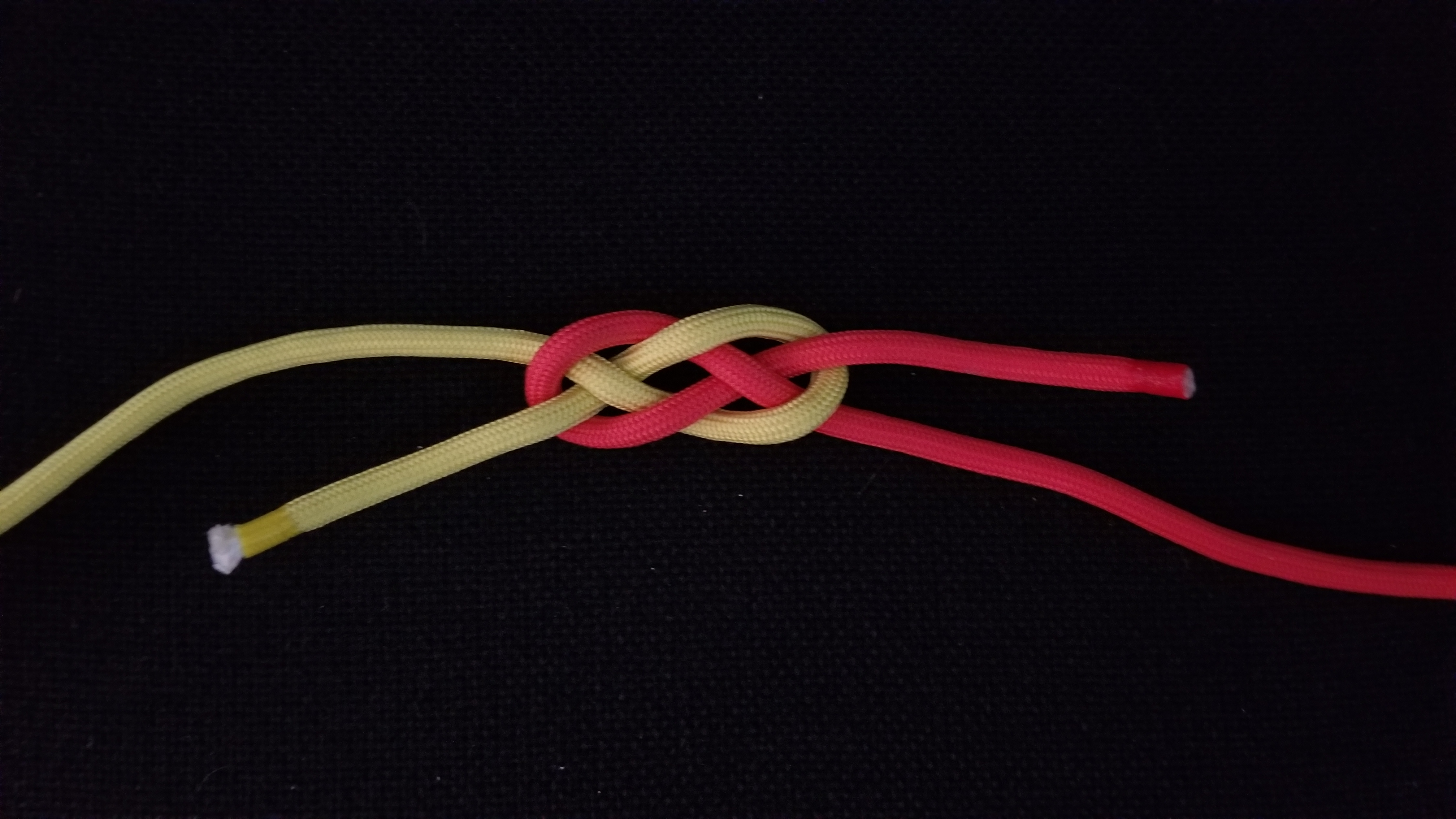
8. Плоский узел без схваток.
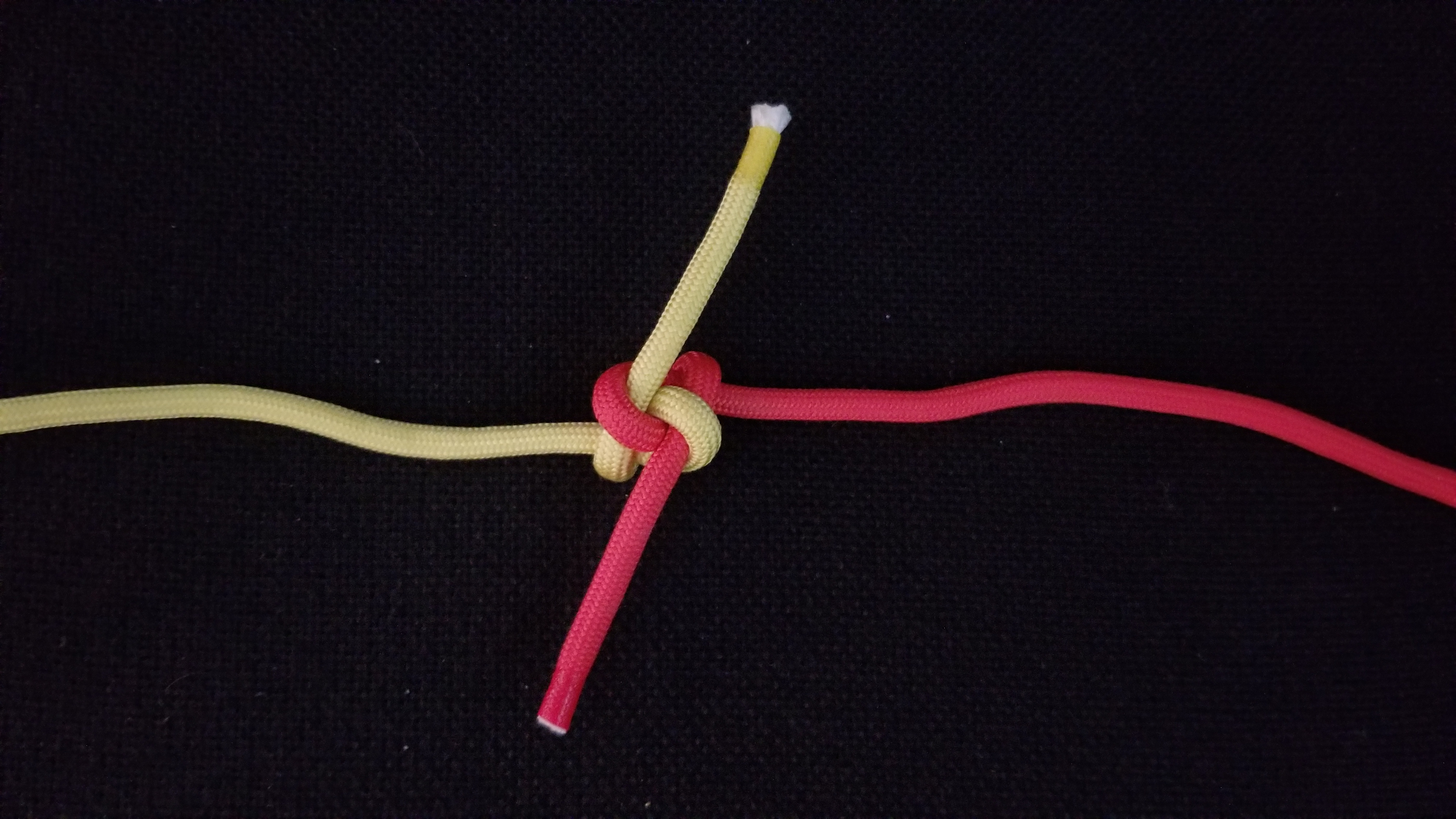
9. Без схваток, затягивается в комок, негоден к использованию.
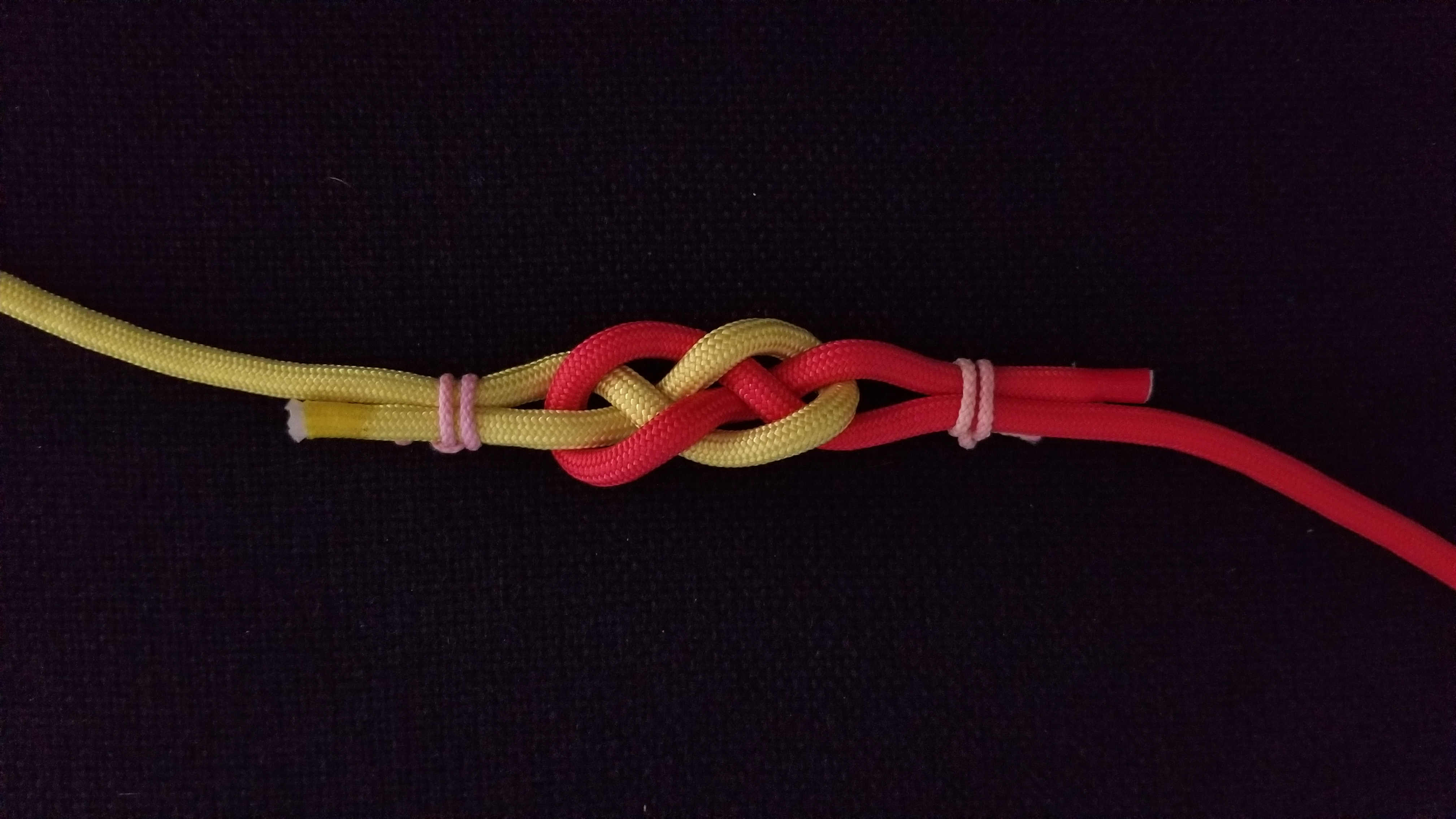
10. Защищённый от затягивания схватками сохраняет плоский вид.

Ошибки при завязывании
- Если ходовые концы каната расположены на одной стороне[17]
- Если плетение нарушено
- Если ходовые концы каната не прихвачены к коренным, узел затягивается и непригоден для использования по прямому назначению — накручиванию на кабестан

## Вариации

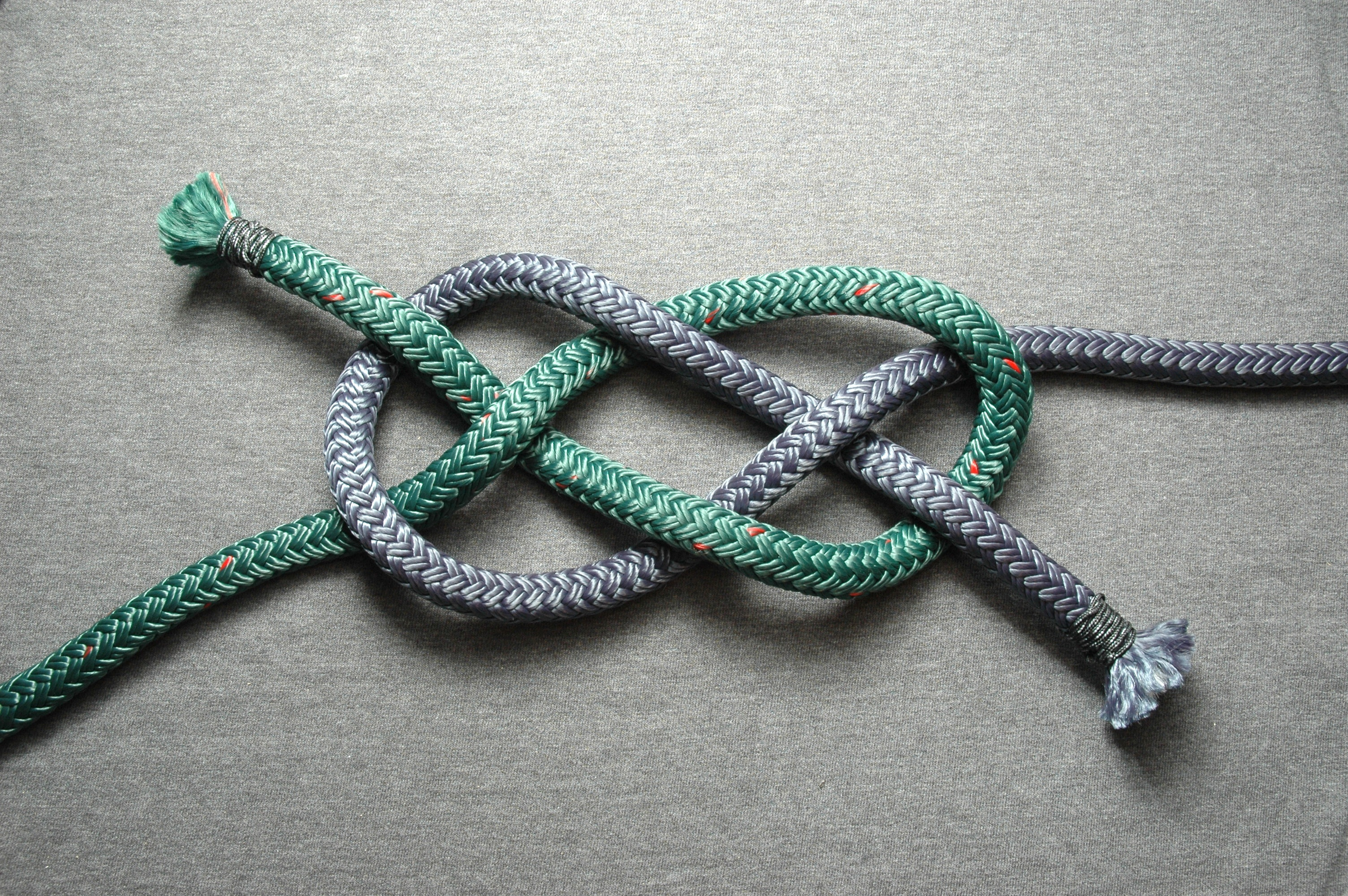
плоский узел без схваток
все 4 конца натянуты — узел «Жозефина» в вышивке[18]
2 конца — натянуты, 2 конца — без схваток, ходовые концы двух верёвок — на разных сторонах
2 конца — натянуты, 2 конца — без схваток, ходовые концы двух верёвок — на одной стороне
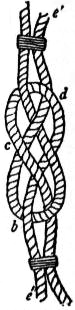
Abok 1443, cкользит и впаяно в мохеровую пряжу за 4—5 рывков, Британика стр. 856, том. 15, 1911
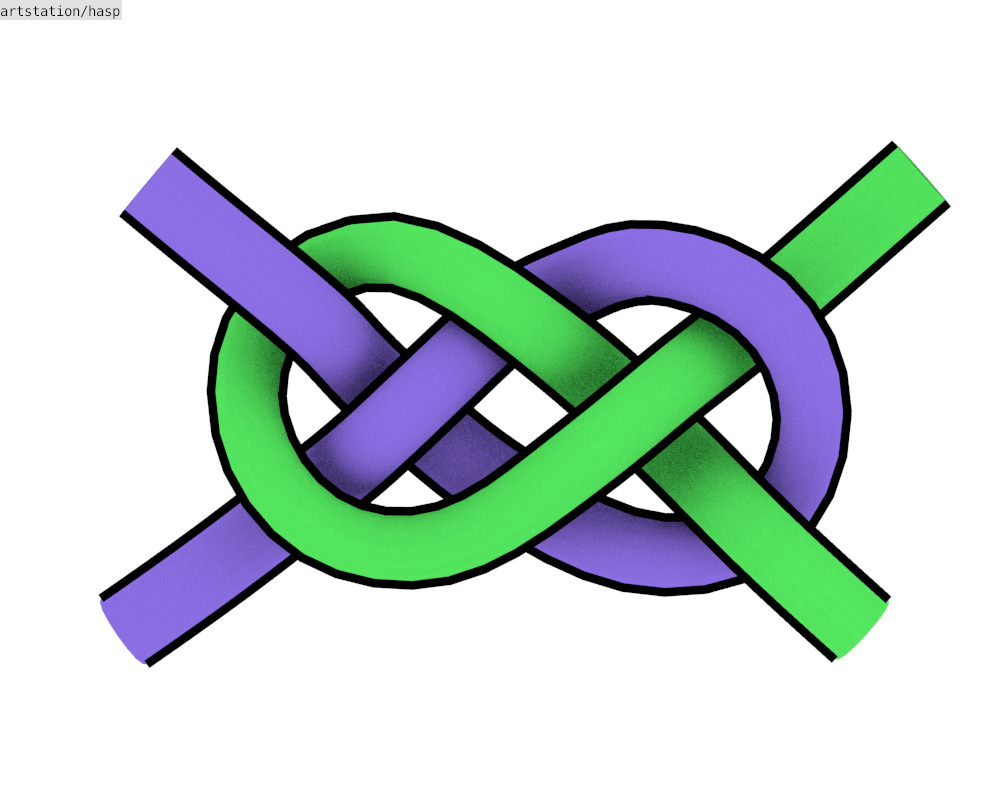
плоский штык (марсовый узел), красивое сплетение оказывает большое сопротивление при затягивании

Плоский узел возможно завязывать в двух вариантах — концы выходят с одной стороны, и когда концы выходят с разных сторон. Узел, у которого концы выходят с одной стороны считают менее надёжным, чем узел, у которого концы выходят с разных (по диагонали) сторон.
Когда же все 4 конца узла задействуют, его применяют в вышивке для декоративных целей и называют узлом «Жозефина». В других источниках узел «Жозефина» от плоского узла отличают расположением ходовых концов — с одной стороны у узла «Жозефина», диагонально у плоского.
В книгах Самойлова, Замоткина, Малахова расположение ходовых концов не указано.

## Признаки
Плюсы
- Подходит для связывания жёстких тросов[24]
- Плоский, удобен для наматывания на что-либо
- Симметричен[25]
- Легко завязывать[26]
- Легко развязывать[27]
- Не скользит на мокрой верёвке[28]
- Не затягивается намертво[29]

Минусы
- Громоздкий[30]
- Схватки ходовых концов троса за коренные — необходимы[13]
- Легко ошибиться при завязывании

## Применение
В морском деле
- Для временного соединения вместе концов двух толстых мокрых буксировочных канатов[24]
- Для удлинения якорного каната[10]
- В качестве символа при помолвке; плоский узел — один из «любовных» узлов

В ювелирном деле
- Плоский узел используют для создания обручального кольца; узел расположен вдоль кольца

В вышивке
- Для декоративных целей, когда все 4 конца узла — натянуты[31]

В скаутинге
- В скаутском движении в качестве зажима для скаутского галстука для руководителей применяют узел «турецкая голова», под которым шнуром завязывают узел Каррика (плоский узел)[32]

## Галерея

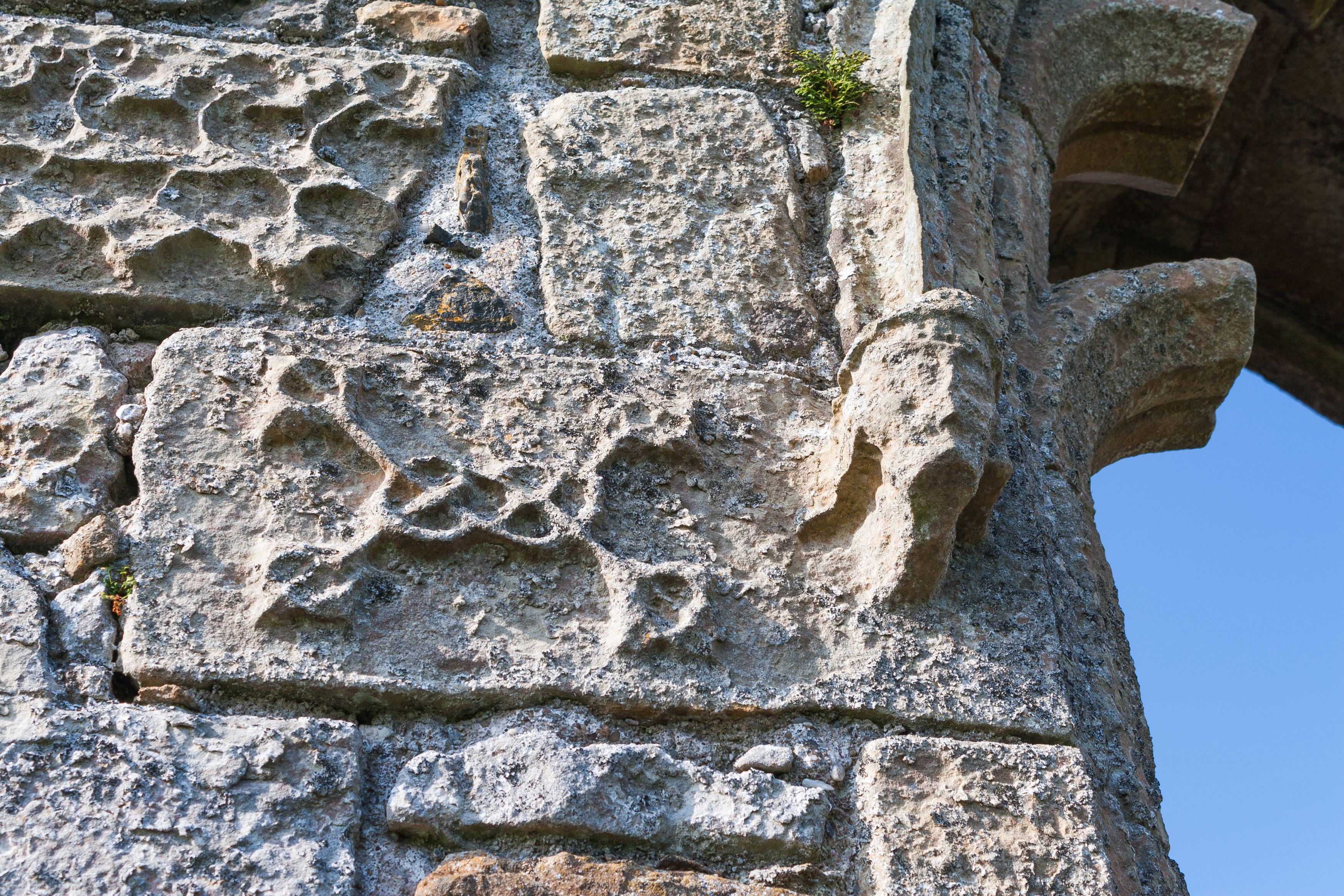
церковь en:Bonamargy Friary
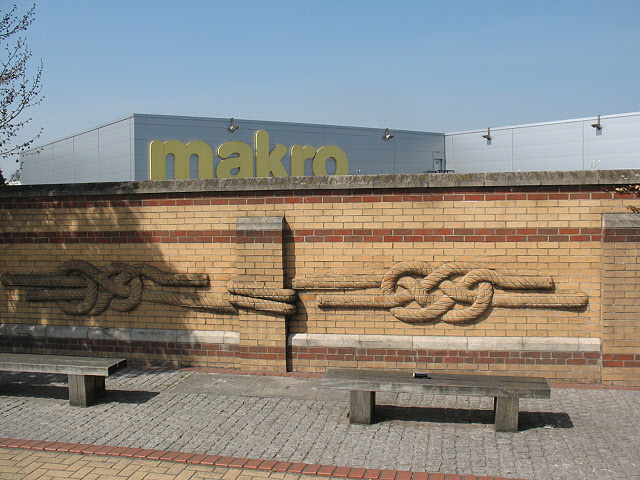
стена от скульптора John McKenna, Вулидж, Гринвич (боро Лондона)
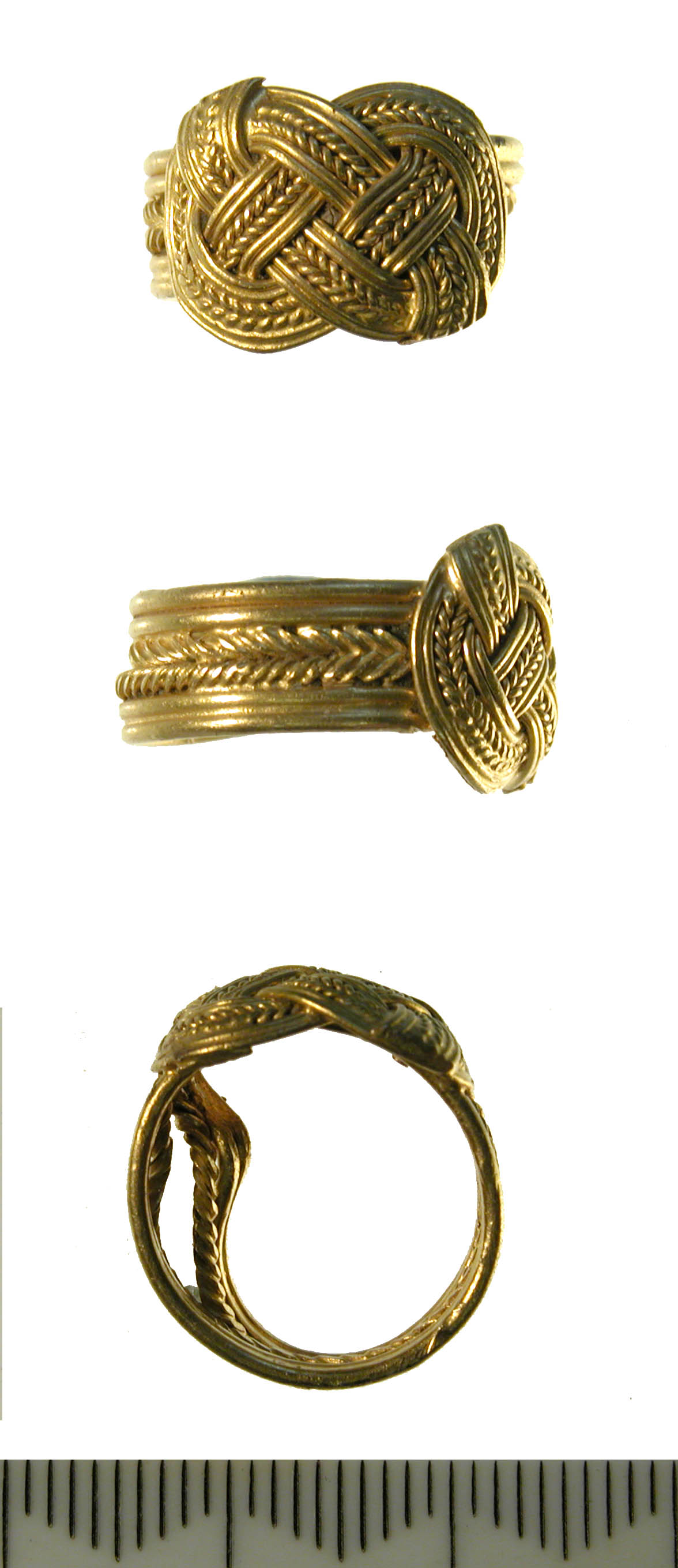
золотое кольцо, XIX век, en:Portable Antiquities Scheme
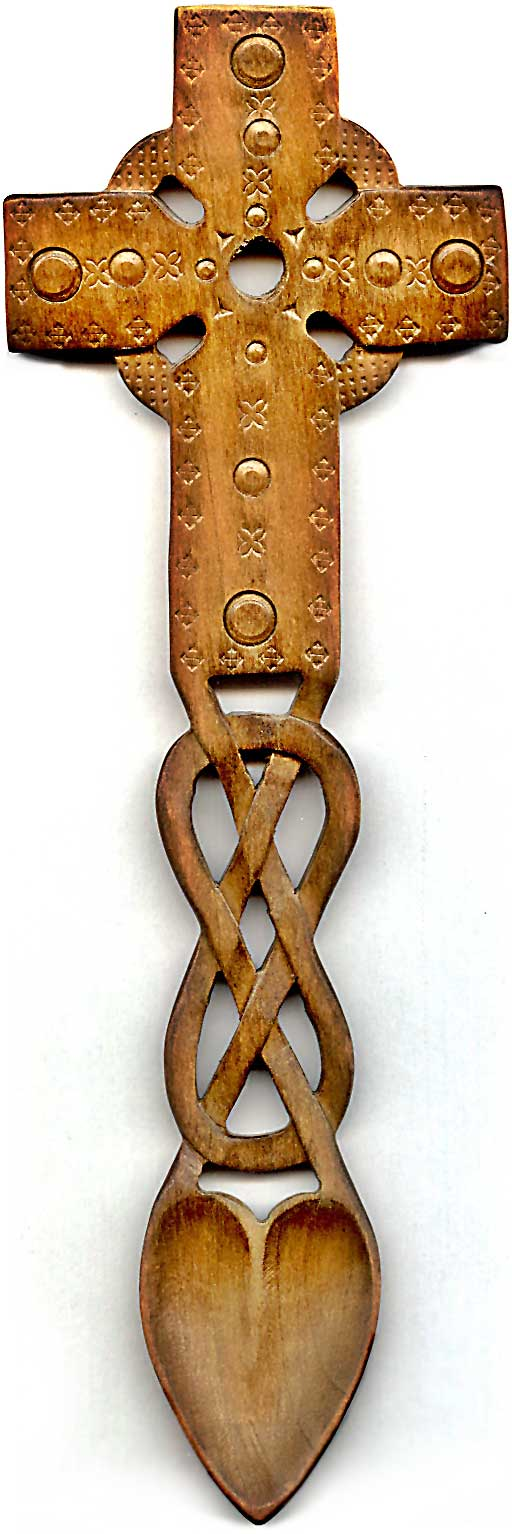
en:Lovespoon
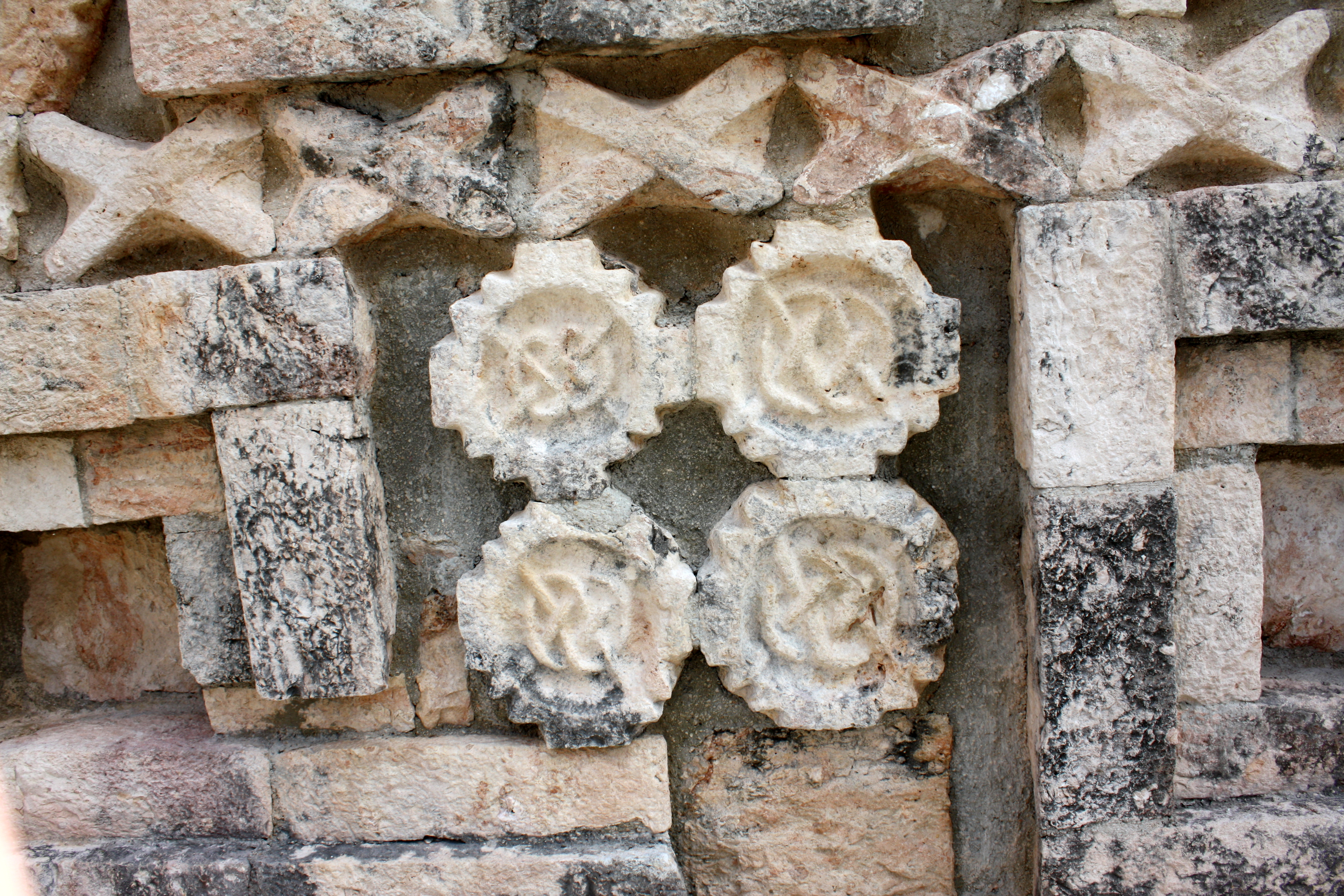
Grand Pyramid, Ушмаль
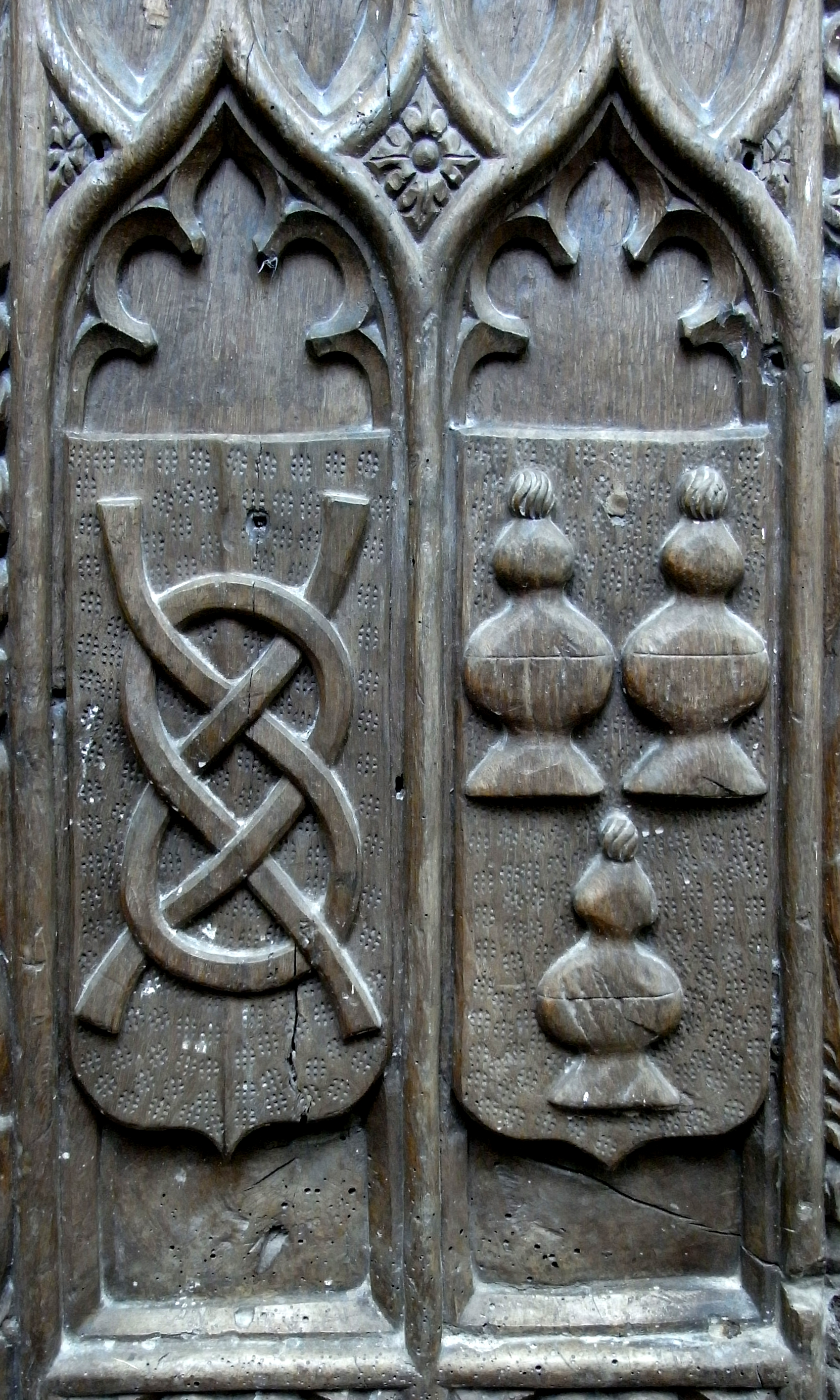
скамья (вид сзади) церкви XV века, en:Monkleigh
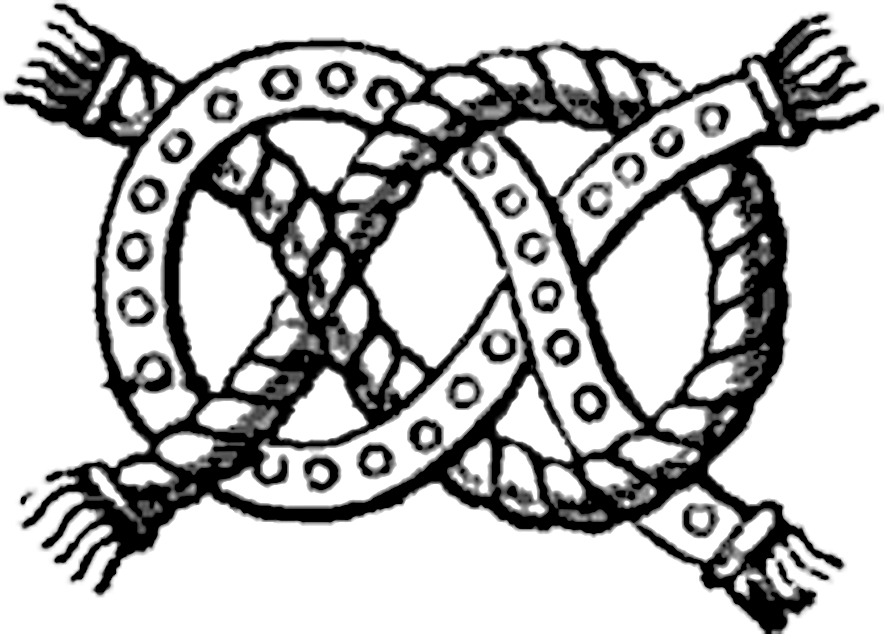
геральдический узел en:Wake knot
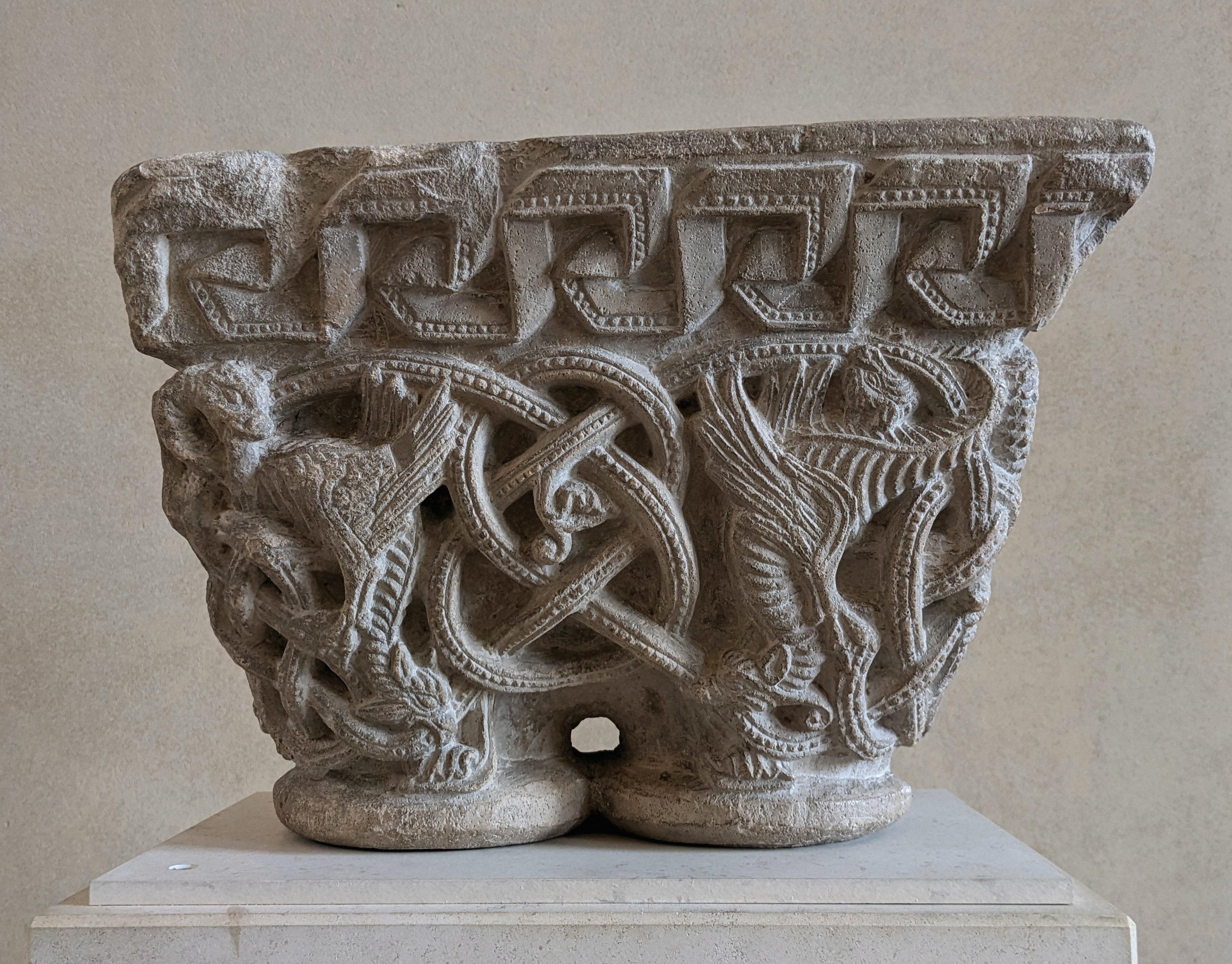
двойная капитель, между 1100 и 1133, Лувр
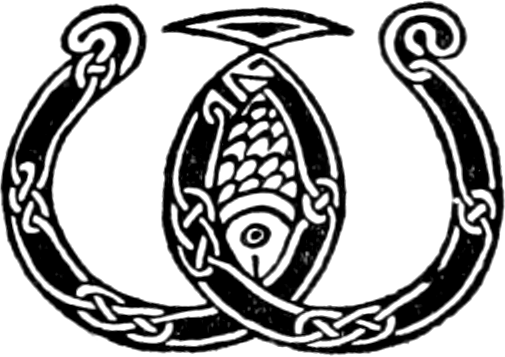
буквица из книги Vincent Starrett: Et cetera, 1924
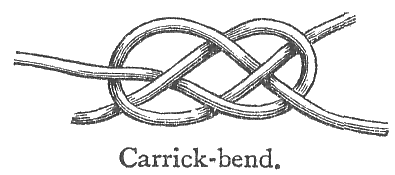
иллюстрация из книги Thomas Davidson:"Chambers's Twentieth Century Dictionary of the English Language", 1908
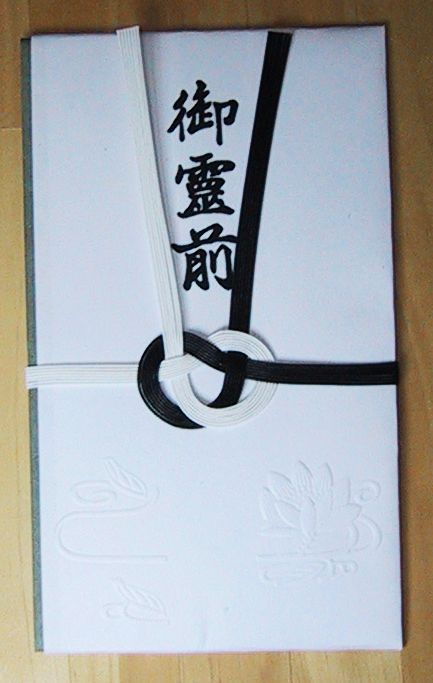
конверт украшенный en:Mizuhiki
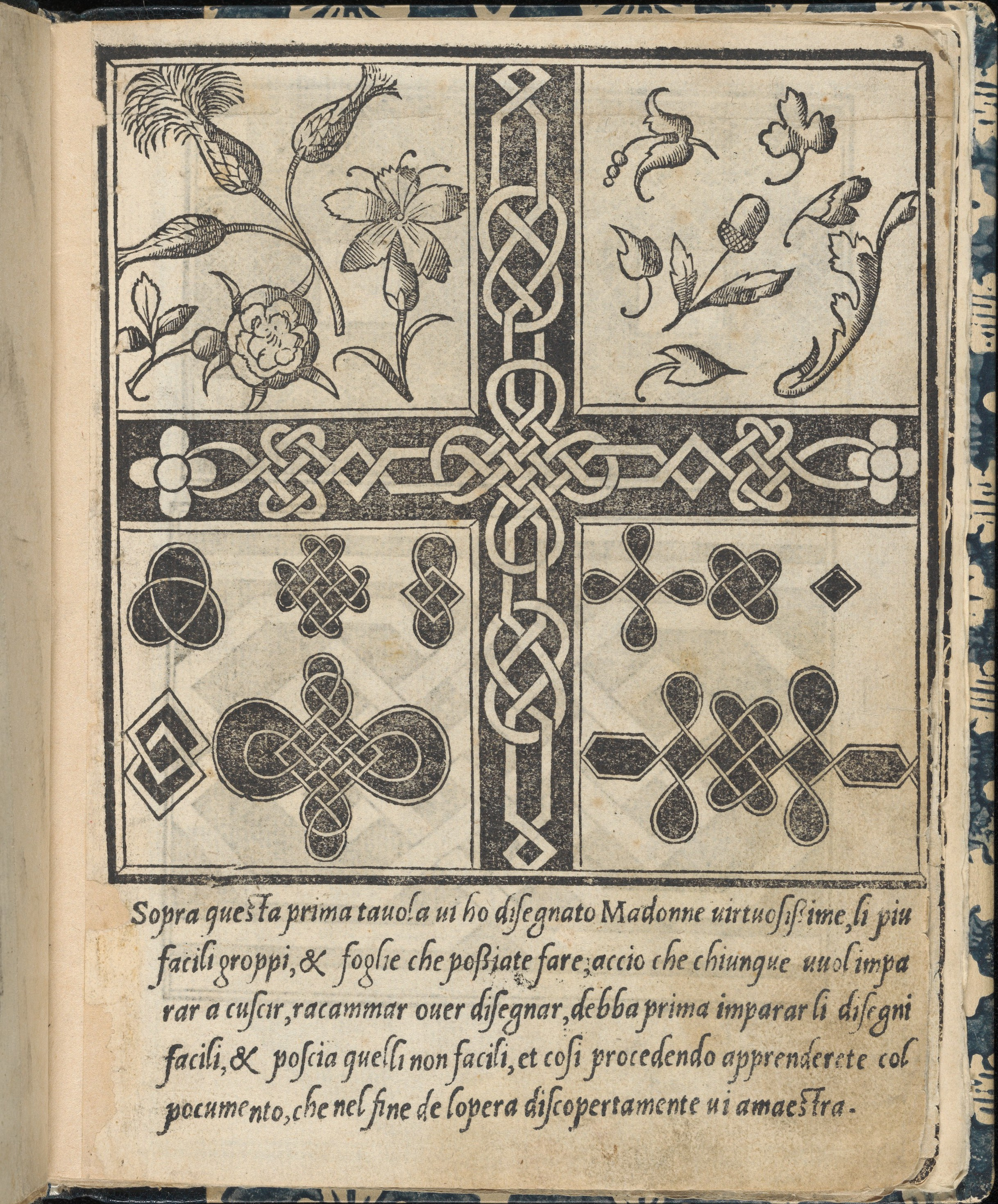
иллюстрация из книги en:Giovanni Antonio Tagliente:"Essempio di recammi", 1530, Метрополитен-музей